# Chalcostigma herrani
O colibri-arco-íris ou bico-de-espinho-arco-íris (nome científico: Chalcostigma herrani) é uma espécie de ave apodiforme pertencente à família Trochilidae. Pode ser encontrada desde à Colômbia ao Peru, em altitudes entre 2700 e 4000 metros.

## Taxonomia
Foi descrita pela primeira vez em 1846, a partir de espécimes coletados em Pasto, no sudoeste da Colômbia, pelos ornitologistas franceses Jules Bourcier e Adolphe Delattre sob o basônimo de Trochilus herrani. É um dos cinco representantes do gênero Chalcostigma, introduzido em 1854 pelo ornitólogo alemão Ludwig Reichenbach. O nome deriva dos termos em grego χαλκός, "khalkos", que significa "bronze"; e στίγμα, "stigma", que significa "marca". O epíteto específico herrani foi escolhido em homenagem ao estadista colombiano Pedro Alcántara Herrán.

### Subespécies
São reconhecidas duas subespécies:
- C. herrani herrani (Delattre & Bourcier, 1846) – sul da Colômbia ao Equador e norte do Peru
- C. herrani tolimae Kleinschmidt, O, 1927 – centro-oeste da Colômbia

## Descrição
Possuem tamanho médio, com cerca de 10,8–10,9 centímetros de comprimento, com um bico curto e em forma de agulha. A plumagem é, em sua maioria, verde-escura, com um ponto branco atrás do olho, rêmiges primárias pretas e coberteiras inferiores da cauda brancas. Possuem uma crista longa e ruiva. As penas da região do peito, mais proeminentes nos machos, são verde celadon, passando pelo turquesa, até amarelo e vermelho na extremidade inferior. A cauda é roxa escura com pontas brancas proeminentes nas extremidades, que são mais facilmente vistas de baixo. Os pés são pretos. As fêmeas são amarelo-ocre pálido da parte inferior da barriga até as coberturas da cauda. Os beija-flores juvenis têm manchas brancas na garganta e não possuem penas coloridas na região do peito.

## Distribuição e habitat
Se encontra distribuído pela região centro-oeste e sul Colômbia, passando pelo Equador central e seguindo até o norte do Peru. Em altitudes que variam entre 2800 e 4100 metros acima do nível do mar na Colômbia e 2800 e 3700 metros acima do nível do mar no Equador.
Seus habitats naturais são os campos de altitude subtropicais ou tropicais, campos abertos com trechos arbóreos e pequenos bosques, e voçorocas com matas de samambaias e bromélias.

## Comportamento
Normalmente forrageiam sozinhos. Extremamente territorialistas, afugentam os concorrentes por fontes de alimento, mesmo que sejam consideravelmente maiores (por exemplo, fura-flores) e não tolerará outros beija-flores, mesmo em grandes árvores frutíferas.

### Alimentação
O colibri-arco-íris se alimenta principalmente do néctar de pequenas flores em arbustos. Muitas vezes, se apega a essas flores enquanto se alimenta. Quando disponíveis, se alimenta de presas de insetos.